# Pallavolo ai XIX Giochi centramericani e caraibici
La pallavolo ai XIX Giochi centramericani e caraibici si è disputata durante la XIX edizione dei Giochi centramericani e caraibici, che si è svolta a San Salvador, a El Salvador, nel 2002.

## Podi
| Evento                         | Oro             | Argento   | Bronzo    |
| Pallavolo maschile (dettagli)  | Porto Rico      | Messico   | Venezuela |
| Pallavolo femminile (dettagli) | Rep. Dominicana | Venezuela | Messico   |